# بيرتن وليامز (لاعب كرة قدم)
بيرتن وليامز (بالإنجليزية: Bert Williams)‏ (مواليد 31 يناير 1920) هو لاعب كرة قدم. يلعب مع منتخب إنجلترا لكرة القدم. سبق له أن لعب في كأس العالم لكرة القدم مع منتخب بلاده.

## روابط خارجية
- بيرتن وليامز على موقع قاعدة بيانات كرة القدم.إي يو (الإنجليزية)
- بيرتن وليامز على موقع ناشيونال فوتبول تيمز (الإنجليزية)
- بيرتن وليامز على موقع عالم كرة القدم.نت (الإنجليزية)